# Naoki Matsushita
Naoki Matsushita (jap. 松下 直樹 Matsushita Naoki; ur. 6 czerwca 1978) – japoński piłkarz występujący na pozycji napastnika.

## Kariera klubowa
Od 1997 do 1998 roku występował w klubie JEF United Ichihara.